# Ши, Мартин Арчер
Мартин Арчер Ши (англ. Martin Archer Shee; 23 декабря 1769, Дублин — 13 августа 1850) — британский художник-портретист.
Член (1800) и президент (1830—1850) Королевской академии художеств, член Лондонского королевского общества (1831).
Сын торговца, не признававшего профессию художника достойным делом. Тем не менее его сын изучал искусство в Королевском дублинском обществе. Ши в 1788 г. уехал в Лондон, где был представлен Джошуа Рейнолдсу и принят в студенты Королевской Академии художеств. В 1789 году он выставил свои первые две картины. В 1798 г. он был избран членом-корреспондентом Академии, в 1800 — полным академиком, после чего въехал в дом на Кавендиш-сквер, прежде занимаемый Джорджем Ромни, и во многом унаследовал его роль одного из главных лондонских портретистов.
Помимо занятий живописью, Ши опубликовал ряд стихотворений о живописи (в том числе сборник «В память о сэре Джошуа Рейнолдсе и другие стихотворения», 1814), об одном из них благосклонно отозвался Байрон. Написанная Мартином Арчером Ши трагедия «Аласко» была принята к постановке театром «Ковент Гарден», но не получила цензурного разрешения и не увидела света.
В 1830 г. Ши был избран президентом Королевской Академии художеств. На заседании парламентской комиссии по поводу деятельности Академии в 1836 г. он выступил с основательной защитой существующего устройства дел.
У Ши было три сына, которые стали успешными адвокатами, и три дочери. 

## Галерея

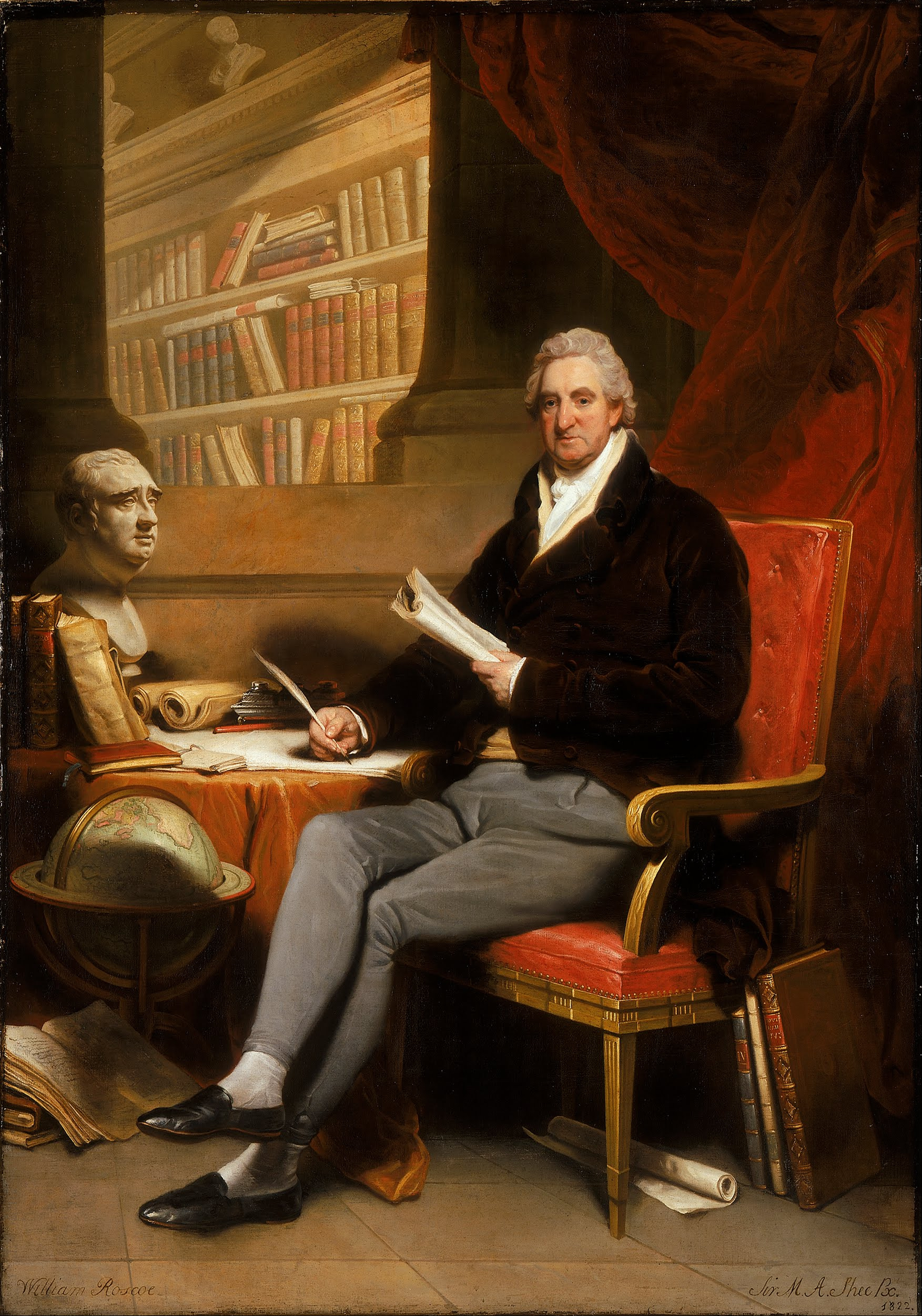
Историк и коллекционер Уильям Роскоу
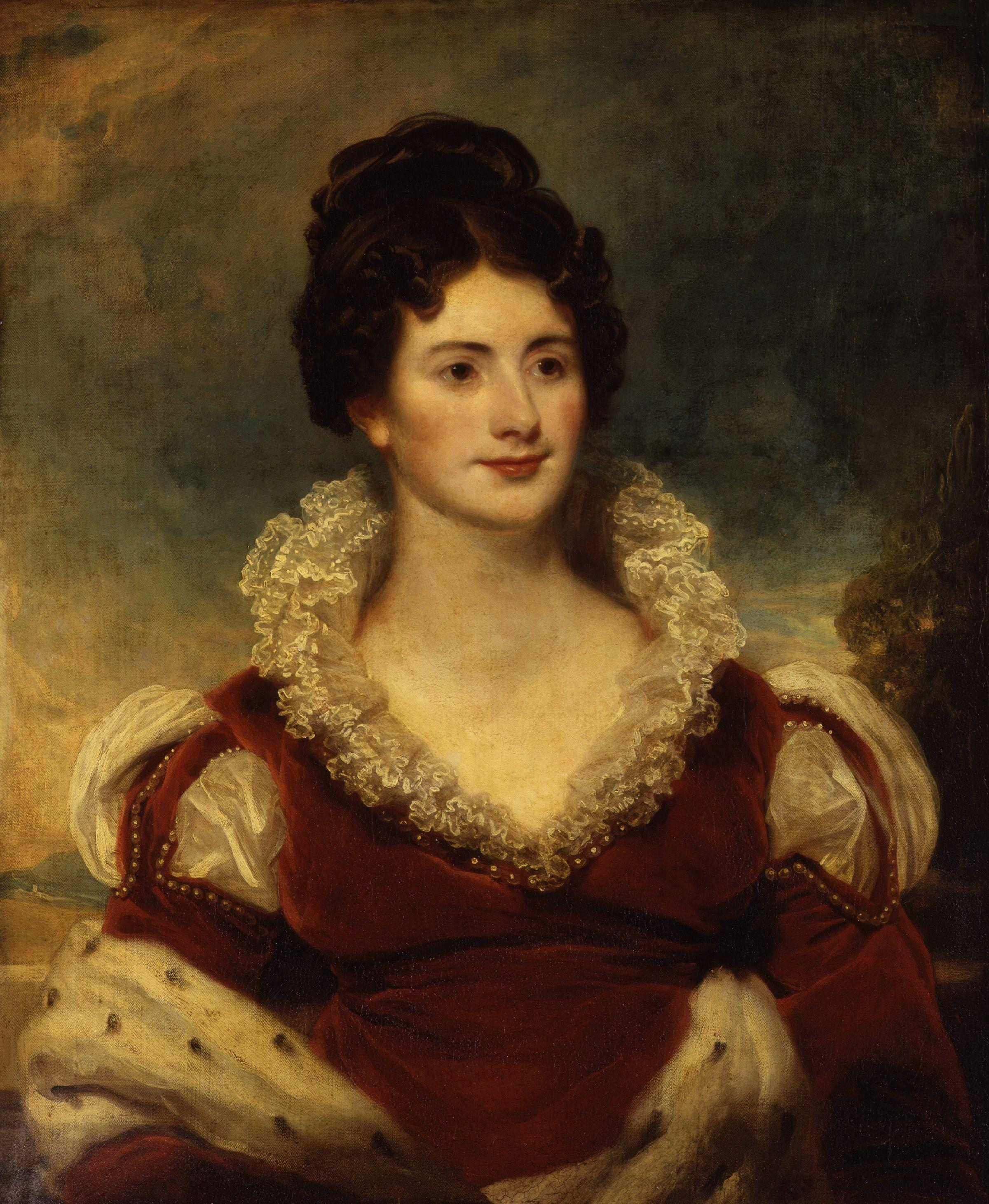
Леди Джейн Монро
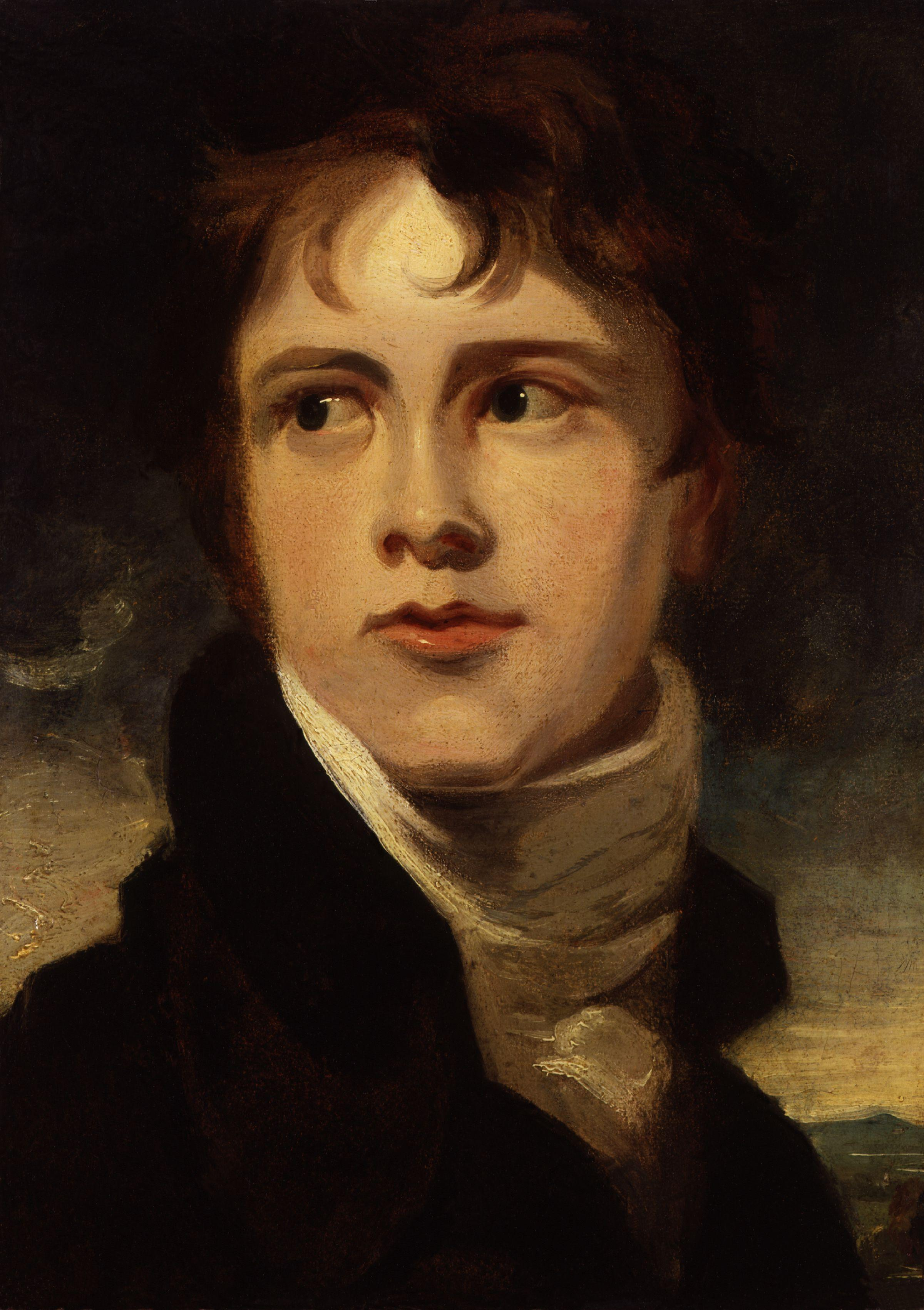
Уильям Уэбб Фоллет